# ヤコブ・ルメール

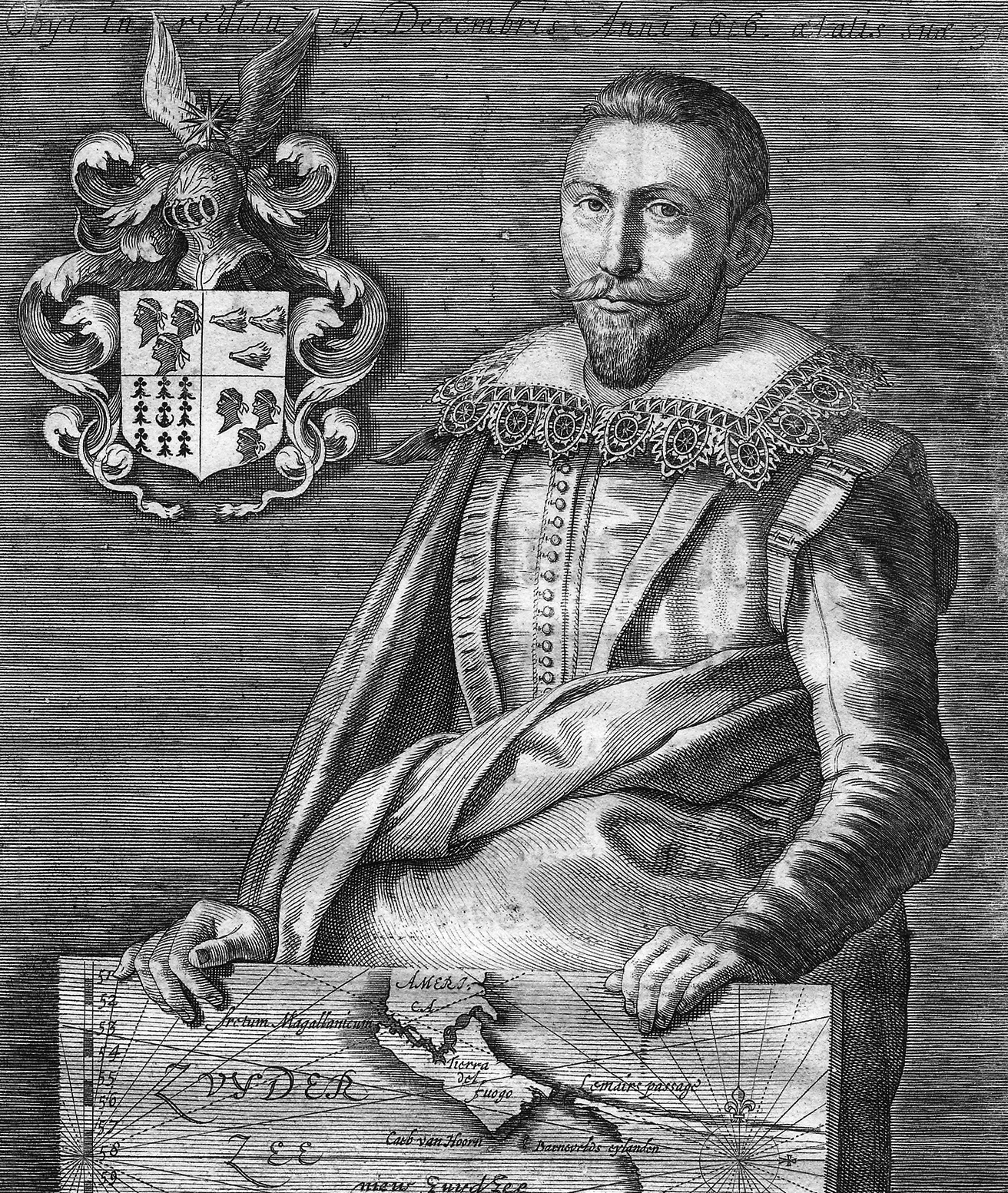
ヤコブ・ルメール

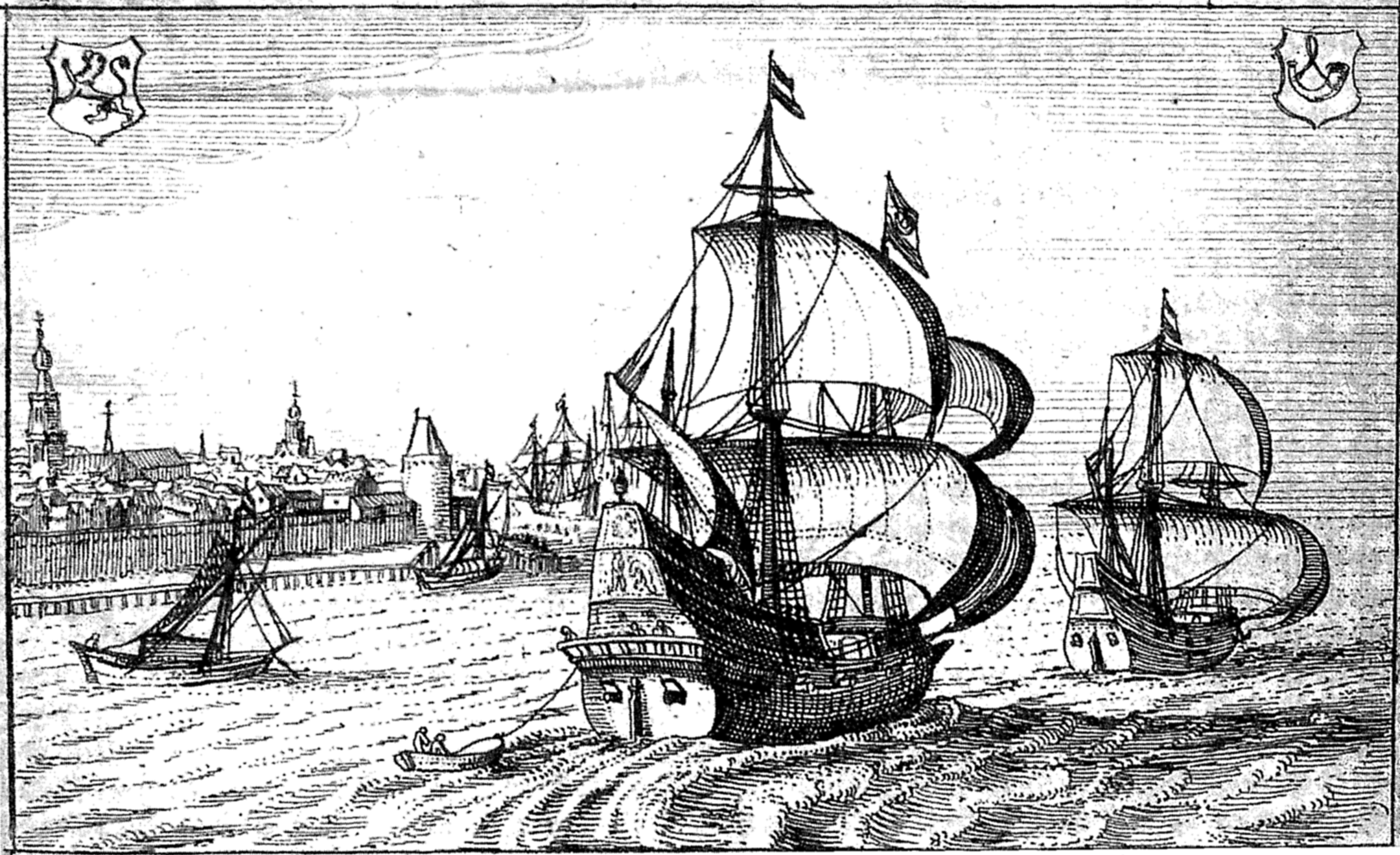
ホールン号（Hoorn）とエーンドラハト号（Eendracht）

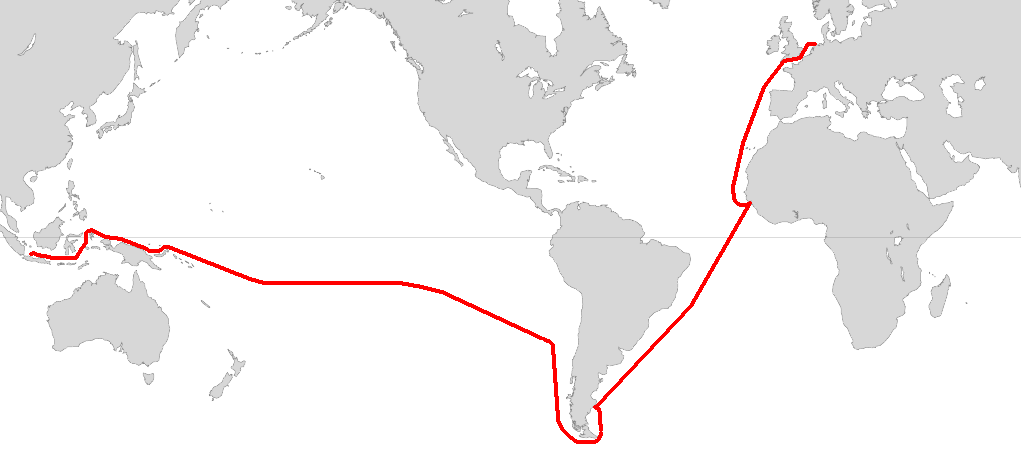
ルメールらの航路

ヤコブ・ルメール（Jacob Le Maire、1585年頃 - 1616年12月31日）は、オランダの航海者である。南米を回る新航路で、ジャワ島へ達した。

## 略歴
アントワープでワロン出身の裕福な商人、イサーク・ルメールの22人の子供の1人として生まれた。イサークは、オランダ東インド会社の設立者の1人であったが、東インド会社と紛争をおこして1605年に脱会した後、別の貿易会社、オーストラリア会社（Australische Compagnie）を設立した。国策会社の東インド会社と対立していたにもかかわらず、政府から4回の航路探索航海と、香料貿易航海の許可を政府から得ることができた。東インド会社が権利を持つ、喜望峰経由や、マゼラン海峡を使わない航路を探すための航海に、2隻の船ホールン号（Hoorn）とエーンドラハト号（Eendracht）を準備し、息子のヤコブ・ルメールと経験豊かな貿易船の船長で新会社の株主のスホーテン（Willem Cornelisz Schouten）に託した。
ホールン号とエーンドラハト号は1615年6月14日にオランダのテセルを出発し、1616年1月29日にマゼラン海峡より南のホーン岬を回る航路で太平洋に入った。フエゴ島とロス・エスタードス島の間の海峡は、ルメール海峡と呼ばれることになった。太平洋ではトンガを1616年5月に発見するなどしながら1616年10月にジャワに到着した。ジャワでは代替の航路のあったことを信じない、東インド会社の役人に逮捕されて、2人の船長はオランダに送り返され、船は押収された。ヤコブ・ルメールはこの送還中に31歳で死亡した。
イサーク・ルメールは裁判を起こし、3年の裁判の後勝訴し、東インド会社は船と積荷、資金を弁済し、ルメールらが新しい航路を発見したことが認められた。